# Степовое (Лебединский район)
Степово́е (укр. Степове; до 2016 г. Жовтне́вое) — село, Катериновский сельский совет, Лебединский район, Сумская область, Украина.
Код КОАТУУ — 5922984605. Население по переписи 2001 года составляло 120 человек.

## Географическое положение
Село Степовое находится у истоков реки Ольшанка.
На расстоянии до 1,5 км расположены сёла Верхнее, Мирное и Великие Луки.
По селу протекает пересыхающий ручей с запрудой.

## Достопримечательности
- Степной заповедник «Михайловская целина», площадь более 200 га.